# Тонтина
Тонти́на (исп. tontina, по имени изобретателя, итальянца Лоренцо Тонти, XVII век) — вид страхования жизни или пожизненной ренты, при котором участники вносят в общий фонд некоторую оговорённую сумму и получают с неё проценты. Участники делятся на возрастные группы, проценты с общего фонда внутри группы ежегодно распределяются между дожившими до момента распределения участниками. Также существует иной вид тонтины: все сбережения с процентами достаются последнему живому участнику. Этот вид страхования был изобретён во Франции в XVII веке итальянцем Лоренцо Тонти и был распространён в XVIII—XIX веках. С внешней стороны тонтина представляет собой разновидность государственного займа, с внутренней — схему пожизненной ренты.
В Евросоюзе тонтины регулируются в соответствии с Директивой 2002/83/EC (англ. Directive 2002/83/EC) Европарламента и до сих пор распространены во Франции. Во многих странах, включая Россию, тонтины в настоящее время противозаконны.

## Концепция
Каждый инвестор вносит в тонтину определённую сумму и затем ежегодно получает процент на вложенный капитал. Когда данный инвестор умирает, его доля перераспределяется между оставшимися инвесторами. Этот процесс продолжается до смерти последнего инвестора, когда трастовая схема ликвидируется. Каждый подписчик получает только проценты; капитал никогда не возвращается.
В каждой тонтине участвуют четыре стороны:
- правительство или юридическое лицо, которое организует схему, получает взносы и управляет капиталом;
- инвесторы, которые предоставляют капитал;
- участники, которые получают годовой процент;
- застрахованные, от жизни которых зависят контракты.

В большинстве схем XVIII и XIX веков стороны со 2 по 4 были одними и теми же людьми, но в небольшом числе схем каждому первоначальному подписчику разрешалось инвестировать от имени другой стороны (как правило, одного из его или ее собственных детей), которая унаследует право на получение дохода после смерти подписчика.
Поскольку у более молодых кандидатов явно была более высокая ожидаемая продолжительность жизни, тонтины XVII и XVIII  веков обычно делились на несколько «классов» по возрасту (обычно в группах по 5, 7 или 10 лет): каждый класс фактически образовывал отдельную тонтину, с доли умерших участников переходят к коллегам-кандидатам в том же классе.
В художественных произведениях часто используется вариантная модель тонтины, в которой капитал переходит к последнему оставшемуся в живых кандидату, тем самым растворяя доверие и потенциально делая оставшегося в живых очень богатым. Неясно, существовала ли эта модель когда-либо в реальном мире.

## Современное регулирование
Во Франции и Бельгии пункты Tontines вставляются в контракты, такие как договор на собственность за имущество в качестве средства потенциально снижения налога на наследство.
Первая директива Европейского союза по страхованию жизни включает в себя тонтины в качестве разрешённого класса бизнеса для страховщиков.
Новое панъевропейское пенсионное законодательство, вступившее в силу в августе 2020 года, специально открывает путь другим типам поставщиков финансовых услуг для создания новых пенсионных продуктов, соответствующих «принципу тонтина», согласно которому продукты tontine PEPP могут предлагаться по всей Европе после утверждения в единое государство-член.
В большинстве мест в Соединенных Штатах использование тонтин для привлечения капитала или получения пожизненного дохода неизменно считается законным; однако законодательство в двух штатах породило ложное представление о том, что продажа тонтин в США незаконна.

## В популярной культуре
- В двадцать втором эпизоде седьмого сезона мультсериала «Симпсоны» (1996 год) один из героев сериала Эйб Симпсон участвовал в договоре-пари, при котором после смерти всех его участников общий фонд достанется единственному оставшемуся в живых. Кроме него самого в живых остался Монтгомери Бёрнс, и Абрахам отстаивал своё право на всё имущество, которое должно было достаться по договору.
- Художественный фильм «Другой ящик» (The Wrong Box[англ.]) (Великобритания, 1966).  Сюжет фильма полностью основан на лотерее «тонтина».
- Упоминается полковником Шерманом Поттером в конце 18 серии 8 сезона телесериала «Чёртова служба в госпитале МЭШ».